# 이온 기관

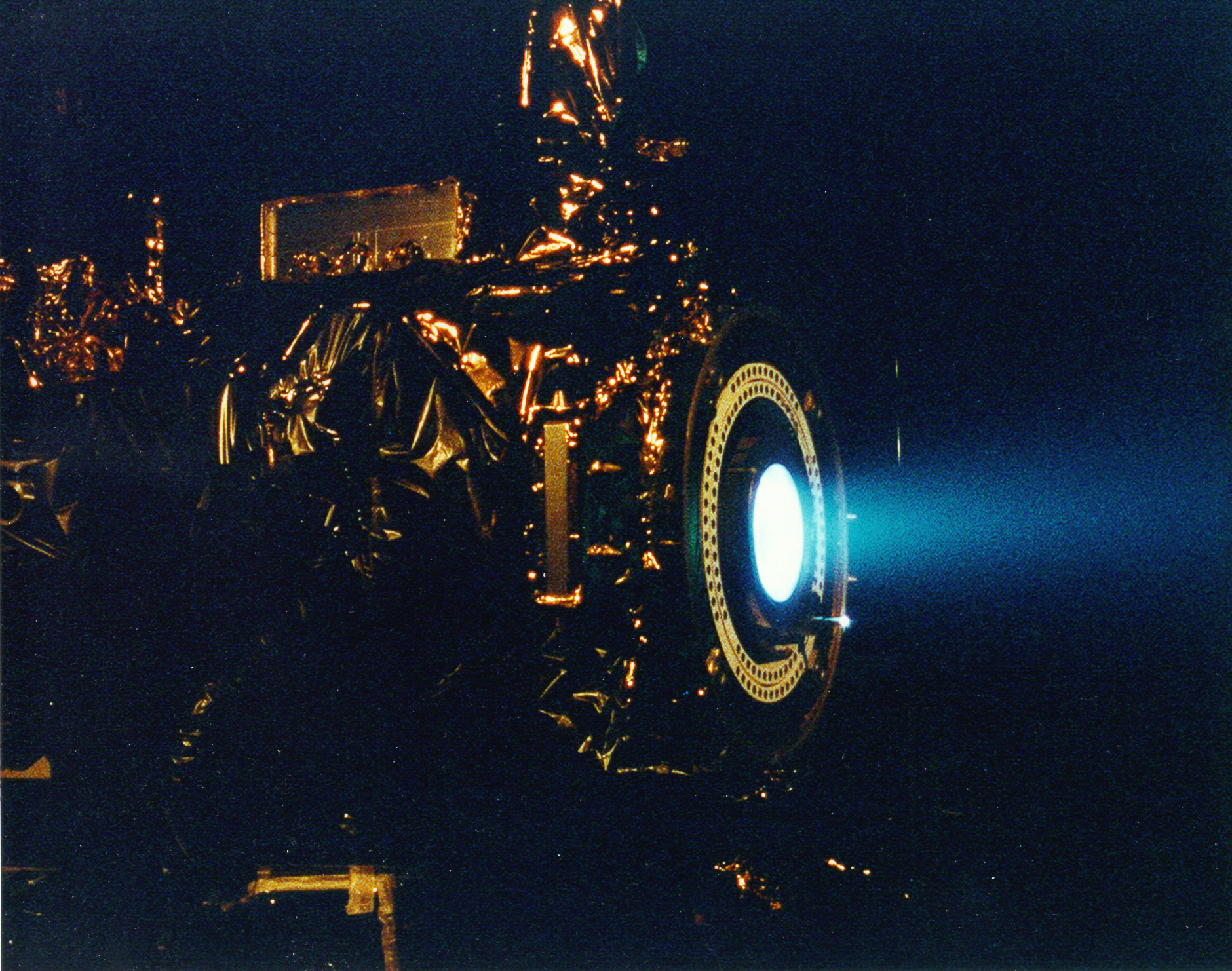
NASA의 딥 스페이스 1호 이온 기관의 테스트

이온 기관(영어: ion engine) 또는 이온 구동계(영어: ion drive), 이온 추력기(영어: ion thruster)는 우주선 추진의 한 방법으로서, 전기 추진 장치이다.

## 역사
전기 추진 개념의 공식적인 발명가는 러시아의 콘스탄틴 치올콥스키다. 1911년 그의 아이디어가 처음 출판되었다.
그러나 그보다 먼저 1906년 9월 6일 미국의 로버트 고다드가 수필 공책에 전기 추진 개념을 최초로 구상했다.
1916년-1917년, 클라크 대학교의 로버트 고다드가 이온 기관을 최초로 실험했다. 그 기술은 진공에 가까운 조건의 고고도에서 적합하다고 권고되었으나, 대기 압력 상태에서 이온 추진을 시연했다.
1959년 NASA의 글렌 연구 센터에서 해롤드 카우프만은 이온 기관을 제작했다. 시험발사는 1960년대에 있었으며, 1964년 SERT-1 관측로켓에 실려 준궤도 비행을 하였다. 로켓이 지상에 추락하기까지 계획된 31분간의 비행시간 동안 가동했다.

## 하야부사
일본 JAXA의 2003년 세계최대 고체로켓 뮤파이브로 발사한 하야부사는 태양을 두바퀴 돌아 약 20억km를 비행한 후, 소행성 이토카와에 착륙해서 시료를 채취하고 지구로 귀환하는 500 kg 무게의 탐사선이다. JAXA는 하야부사를 통해 소량의 연료로 우주를 장기간 계속 비행하는 기술을 확보했다. 전기의 힘으로 크세논을 이온화해 분사하는 기관 3대는 1천시간 이상이나 가동을 계속했다.

## 초저고도 정찰위성
일본 JAXA는 지구 상공 180 km의 초저고도를 도는 신형 정찰위성을 개발중이다. 아리랑 정찰위성이 고도 800 km를 도는데 비해 약 5배 고도가 낮다. 기존의 1/5 비용으로 운용이 가능하다. 무게 500 kg 에 이온 기관을 사용한다는 점이 하야부사 (탐사선)와 비슷하다. 기존 정찰위성이 고도 180 km를 돌지 못하는 이유는, 공기저항 때문이다. 떨어지는 속력을 보완해 주어야 하는 문제가 있다. 무게 20톤의 미국 정찰위성은 평소엔 고도가 높다가, 유사시에만 잠시 고도 180 km 로 하강하는데, 계속 고도 180 km를 유지하지는 못한다.
한편, ESA는 2009년 고스 탐사선을 발사했다. 고도 250 km를 돌며, 최첨단인 T5 이온 기관을 장착했다. 영국의 콰인티크사는 기존 이온 기관보다 더 강력한 추진력을 얻을 수 있는 초속 50 km의 속도를 내는 T5 이온 기관을 개발했다. 무게는 불과 3 kg이다. 고스 탐사선의 기관으로 사용된다.

## 같이 보기
- 로켓 엔진 비교
- 플라스마 추진 엔진
- 우주선 추진